# Biometrics
Biometrics è una rivista scientifica, specializzata in statistica, edita negli Stati Uniti  dalla International Biometric Society fin dagli anni quaranta.

## Editori
Alcuni dei suoi editori:
- dal 1980 al 1984: Peter Armitage
- dal 2006: Marie Davidian